# Caisse d'épargne CEPAC
 (août 2021).
L'article doit être relu — et modifié si nécessaire — par des contributeurs indépendants pour apporter un regard critique aux contributions effectuées en violation des conditions d'utilisation de Wikipédia, tant sur la forme (notamment concernant le style encyclopédique, la proportionnalité) que sur le fond (la neutralité de point de vue, la qualité et l'indépendance des sources).
La Caisse d'épargne CEPAC (initialement pour Caisse d'épargne Provence Alpes Corse)  est une banque régionale coopérative.
Créée en 1821, elle opère sur les territoires Provence, Alpes, Corse, mais aussi outre-mer.

## Historique
En 1973, les deux Caisses d’épargne Corse rejoignent celle de Marseille. Le 15 octobre 1991, elles fusionnent pour former la Caisse d’épargne Provence-Alpes-Corse.
La nouvelle entité devient la deuxième banque des territoires d'outre-mer et la deuxième Caisse d'épargne de France,,.

## Activités
La Caisse d'épargne CEPAC exerce les métiers de la banque de détail.

### Métiers
Au-delà de la banque de proximité, la Caisse d’Epargne CEPAC a des domaines de spécialité : immobilier, infrastructures, shipping, projets liés aux énergies renouvelables, partenariats publics-privés et leverage buy-out. Elle opère aussi dans le financement des start-ups via l'accélérateur P.Factory et des structures de grande taille via les fonds d'investissement Tertium et Connect,,,,,.

## Organisation

### Gouvernance
La Caisse d’Epargne CEPAC est une société anonyme coopérative à capital fixe, pilotée par un directoire et contrôlée par un conseil d’orientation et de surveillance (COS). Ce dernier nomme le Comité de Direction Générale.
Bruno Huss est le président du COS de la Caisse d'épargne CEPAC depuis le 27 mai 2025. Christine Fabresse exerce la fonction de Présidente du directoire depuis le 25 avril 2022.

### Organisation régionale
La Caisse d'Epargne CEPAC compte 280 agences réparties sur 10 départements et 3 territoires d'outre-mer :
- départements : Alpes-de-Haute-Provence, Bouches-du-Rhône, Corse, Hautes-Alpes, Vaucluse, Guadeloupe, Guyane, Mayotte, Martinique, Réunion
- collectivités outre-mer : Saint-Pierre-et-Miquelon, Saint Barthélémy, Saint-Martin

### Affiliation au Groupe BPCE
La Caisse d’Epargne CEPAC fait partie du réseau des 15 Caisses d'Epargne régionales françaises. Chacune est une banque régionale coopérative indépendante, qui appartient à ses sociétaires, mais elles sont fédérées au sein d'une instance nationale (la FNCE) et encadrées par un organe central (BPCE).